# Konishi Yukikage
Konishi Yukikage (小西 行景?   1561 - 1600), también conocido como Konishi Hayato, fue un samurái y comandante militar durante el período Azuchi-Momoyama, tercer hijo de Konishi Ryūsa y hermano menor del daimio cristiano Konishi Yukinaga.
Luchó valientemente contra Kato Kiyomasa en el Asedio de Udo, matando al sirviente principal de Kato. Después de descubrir que el ejército occidental había sido derrotado, decidió rendirse. Cometió el seppuku para obtener garantías de que todos sus vasallos serían perdonados y contratados con el mismo salario.
Yukikage fue enterrado en el templo Zenjoji, Kumamoto, por Nanjo Motokiyo. Su tumba está marcada con una pequeña piedra sin inscripciones rodeada por las lápidas de los vasallos del clan Konishi como si la estuvieran protegiendo. Se dice que los restos de Konishi Yukinaga habían sido trasladados desde Kioto para ser enterrados con su hermano.